# 太田静馬
太田 静馬（おおた しずま、文政8年（1825年） - 明治2年10月5日（1869年11月8日）は、幕末期の因幡国鳥取藩士、医師、蘭学者である。後に村岡 秀造と改名。

## 生涯
文政8年（1825年）、因幡国八上郡釜口の医家太田要伯の子として生まれる。早くから蘭学を学んでいたと思われ、藩から嘱目され、「伊勢守様御家来太田幸助甥に御座候ところ、安政元寅閏七月十五日、兼て蘭学心懸候に付、御含象有之、毎歳銀五枚遣わされる旨、仰せ渡さる。」（『村岡範為馳家家譜』）とある。
鳥取藩東分知家家臣太田幸助甥の身分であったが、専ら出精致しているとの理由で、蘭学家として本藩から足留料をもらい安政5年（1858年）に4人扶持でもって正式に藩士として召抱えられている。同年6月、静馬は太田の姓から村岡の姓に改めるよう願い出て、7月18日許可された。またその12月には静馬の名も秀造に改めている。
安政2年（1855年）藩許を得て大坂の緒方洪庵の適塾に入り、さらに安政3年（1856年）江戸に出た村田蔵六（大村益次郎）に従い、その蘭学塾・鳩居堂の塾頭をしている。このことは蘭学の心得が早くからあったことと、あるいは緒方洪庵との関連が嘉永3年（1850年）以前にあったとも推測される。
明治2年10月5日（1869年11月8日）鳥取の掛出町において死去した。

## 家族
- 息子：村岡範為馳 - 日本の物理学者。東京数学物理学会初代会長、東京音楽学校の校長、京都帝国大学教授。請願理学博士第一号。

## 太田静馬が登場する作品
- 『花神』（司馬遼太郎、新潮文庫 全3巻ほか）